# Mordfall Grace Millane
Der Mordfall Grace Millane bezeichnet den Mord an der 22-jährigen britischen Touristin Grace Millane, der sich im Dezember 2018 in Auckland, Neuseeland ereignete, sowie der anschließende Gerichtsprozess gegen ihren Mörder und dessen ausführliche Verfolgung der internationalen Presse, darunter auch in deutschen Medien.

## Hintergrund

### Opfer
Grace Emmie Rose Millane (* 2. Dezember 1996 in Wickford in der britischen Grafschaft Essex) wuchs mit zwei Brüdern bei ihren Eltern David und Gillian Millane auf. Im Anschluss an ihren Bachelor in Marketing an der University of Lincoln (2018) plante sie ein Gap Year, um die Welt außerhalb Englands näher kennenzulernen. Sie wollte zunächst Südamerika bereisen, danach Australien und auch einige Länder Asiens.
Am 26. Oktober 2018 begann ihr „Abenteuer“, wie sie es selbst in einem Twitter-Posting nannte. In ihrem ersten Zielland Peru hielt sie sich rund einen Monat lang auf. Am 20. November 2018 flog sie weiter nach Neuseeland und bereiste in den kommenden zwei Wochen die Nordinsel. In Auckland bezog sie am 30. November 2018 ein Zimmer in einem Hotel für Rucksacktouristen. Am 1. Dezember 2018, einen Tag vor ihrem 22. Geburtstag, erhielt ihre Familie in England das letzte Lebenszeichen von Grace. Da sie auf keinen der Glückwünsche reagierte, flog ihr Vater nach Neuseeland, um nach seiner Tochter zu suchen. Am 4. Dezember wurde Grace bei der Polizei von Auckland als vermisst gemeldet. Es stellte sich heraus, dass sie seit drei Tagen (1. Dezember) nicht mehr in ihrem Hotelzimmer gewesen war.

### Täter
Jesse Shane Kempson wurde am 28. Dezember 1991 in Lower Hutt, einer Kleinstadt im Süden der Nordinsel von Neuseeland, geboren und wuchs in Wellington heran. Seine Eltern trennten sich, als er neun Jahre alt war; er wuchs bei seinem Vater auf und wurde auch zum Teil von seinen Großeltern erzogen. Später nahm ihn seine Mutter nach Australien mit. 2011 zog Kempson zurück in seine Heimatstadt Wellington. Den Kontakt zu seiner Familie brach er als junger Erwachsener ab und verdiente sich als Barkeeper und Bauarbeiter seinen Lebensunterhalt. Jesse Kempson hatte vor dem Date mit Grace bereits eine Vorstrafe, da er unter Alkoholeinfluss Auto gefahren war. Jesse hatte acht Monate vor dem Date mit Grace eine Rucksacktouristin über Tinder kennengelernt und diese bei ihrem gemeinsamen Date vergewaltigt, jedoch ging die Frau aus Furcht nicht zur Polizei.
Kempson bewohnte ein Zimmer im City Life Hotel, rund 600 Meter von der SkyCity Auckland entfernt. Bevor er sich mit Grace im SkyCity Auckland traf, trank er in der Bar The Bluestone Room neben dem Hotel ein paar Bier.

## Die Tat
Am 1. Dezember 2018 trafen sich Grace Millane und der knapp fünf Jahre ältere Jesse Kempson, eine Tinder-Bekanntschaft, im SkyCity Auckland, einem belebten Zentrum. Sie besuchten gemeinsam ein Burger-Restaurant und zwei Bars. Sie wirkten glücklich, tranken Alkohol und küssten sich. Gegen 21:41 Uhr fuhren sie mit dem Fahrstuhl des City Life Hotel zu Jesses Zimmer. Dies waren die letzten Aufnahmen von Grace Millane. Nachdem sie Sex hatten, erwürgte er sie. Um ein „Andenken“ an ihr Date zu behalten, fertigte er sieben Fotos von der toten Grace an.
Sein Kommentar beautiful and radiant (wunderschön und strahlend) zu dem Foto auf Graces Facebook-Profil sollte später bei seiner Identifikation behilflich sein.

## Kempsons Verhalten nach der Tat
Er verbrachte die Nacht neben Graces Leichnam. Am nächsten Vormittag, dem 2. Dezember 2018, erwarb er einen großen Reisekoffer, kaufte Reinigungsmittel und mietete sich einen Leihwagen. Nachmittags traf er eine weitere Tinder-Bekanntschaft, die jedoch das Treffen abbrach.
Abends lieh er sich vom Hotel ein Teppichreinigungsgerät aus, brachte mit einem Kofferwagen den Koffer, der Grace Millanes Leiche enthielt, ins Erdgeschoss und verstaute ihn im Kofferraum des Mietwagens.
Am Morgen des 3. Dezember 2018 fuhr er vom Hotel weg und kaufte um 6:55 Uhr in einem Werkzeugladen eine Schaufel. In den kommenden Tagen entsorgte er mehrfach Müllbeutel aus seinem Hotelzimmer in verschiedenen Mülleimern der Stadt. Online erkundigte er sich mehrmals nach dem Verlauf der Ermittlungen oder auch welche Informationen noch im Internet über Grace Millane veröffentlicht wurden. Zu Kempsons Verbleiben im Hotelzimmer wurde vermutet, dass er sicher war, unentdeckt zu bleiben.

## Verhaftung und Prozess
Dank der zahlreichen Überwachungskameras konnte herausgefunden werden, dass Grace zwar Jesses Zimmer betreten, es aber nicht verlassen hatte. Daher wurde er nur eine Woche nach dem Mord, am 8. Dezember 2018, in seinem Hotelzimmer und somit am Tatort verhaftet. Zunächst behauptete er, Grace zwar getroffen zu haben, diese habe aber um 22:00 Uhr sein Zimmer und das Hotel wieder verlassen. Er sei am Abend der Tat betrunken gewesen und sei schnell eingeschlafen. Dies wurde widerlegt, da er in der Nacht noch im Internet zum einen auf Pornoseiten unterwegs gewesen war und sich zum anderen mögliche Ablageorten für die Leiche recherchierte. Schließlich gab Jesse den Mord zu, behauptete jedoch, es sei ein Unfall gewesen. Grace habe beim Sex gewürgt werden wollen und sei versehentlich gestorben. Danach sei er in Panik geraten und habe versucht, den Leichnam verschwinden zu lassen. Am 9. Dezember 2018 wurde der Koffer mit der zum Teil zerstückelten Leiche von Grace Millane in den Waitākere Ranges, einer Bergregion rund 19 Kilometer westlich von Auckland gefunden.
Am 16. Januar 2019 erschien Kempson erstmals vor dem Untersuchungsrichter. Da er noch immer davon ausging, er sei unschuldig, stellte er einen Antrag, wonach sein Name nicht in den Medien genannt werden durfte. Bei einem Freispruch fürchtete er, für die Zeit danach berufliche und soziale Nachteile zu erleben. Der Antrag wurde zunächst abgelehnt, doch die Verteidigung legte dagegen Beschwerde ein. Nach neuseeländischem Recht musste nun innerhalb von 20 Werktagen darüber entschieden werden; in dieser Zeit durfte kein Medium den Namen des Täters veröffentlichen. Dies betraf jedoch nur neuseeländische Medien, nicht aber Medien aus dem Ausland. Einige Medien im Vereinigten Königreich entschieden sich dafür, den Namen zu drucken. Google nahm den Namen Jesse Kempson zudem in einer E-Mail auf, welche es Abonnenten seines Newsletters zukommen ließ und in der neuseeländische Themen behandelt wurden. Der neuseeländische Justizminister Andrew Little kritisierte das Vorgehen von Google scharf. Jesse Kempson würde, so seine Meinung, ein faires Verfahren verdienen.
Im Prozess ab dem 4. November 2019 in Auckland beharrte Kempson darauf, dass Graces Tod ein Unfall gewesen sei. Die Staatsanwaltschaft argumentierte, dass man einen Menschen fünf Minuten ohne Unterbrechung würgen müsse, um jemanden zu töten. Jesses Verhalten vor Gericht war alles andere als kooperativ. So beschimpfte er beispielsweise die Richter als „full of shit“, die nicht das Recht hätten, ihn zu verurteilen. Dem Schuldspruch am 22. November 2019 nach einer fünfstündigen Geschworenenberatung folgte am 21. Februar 2020 die Bekanntgabe einer lebenslangen Freiheitsstrafe; nach neuseeländischem Recht bedeutete dies eine Mindesthaftstrafe von 17 Jahren. Andere Delikte, darunter die Vergewaltigung der Rucksacktouristin, wurden erschwerend gewertet. Kempsons Berufung wurde am 18. Dezember 2020 abgelehnt.
Der Oberste Gerichtshof wies am 29. Juni 2021 einen erneuten Antrag auf Berufung endgültig ab, womit das Urteil rechtskräftig wurde.
Grace Millanes Vater, David Millane, starb vor dem Abschluss des Verfahrens am 15. November 2020 im Alter von 62 Jahren an Krebs.

## Reaktionen
Der Mordfall rief in Neuseeland Bestürzung und Anteilnahme hervor. Die neuseeländische Premierministerin Jacinda Ardern trat am 10. Dezember 2018 unter Tränen vor die Presse und richtete sich an Graces Familie: „Ich möchte mich im Namen Neuseelands entschuldigen. Ihre Tochter hätte hier in Sicherheit sein sollen, was nicht der Fall war!“ Zwischen dem 10. und dem 13. Dezember 2018 wurden der Sky Tower und die Auckland Harbour Bridge mit weißem Licht beleuchtet. Dieses sollte an das White Ribbon erinnern und ein Zeichen gegen Gewalt an Frauen symbolisieren. In ganz Neuseeland wurden Mahnwachen organisiert, um Grace Millane die letzte Ehre zu erweisen. Am 10. Januar 2019 nahmen Hunderte beim Trauergottesdienst in der Kathedrale von Brentwood in Essex von ihr Abschied.